# Chennais högbana

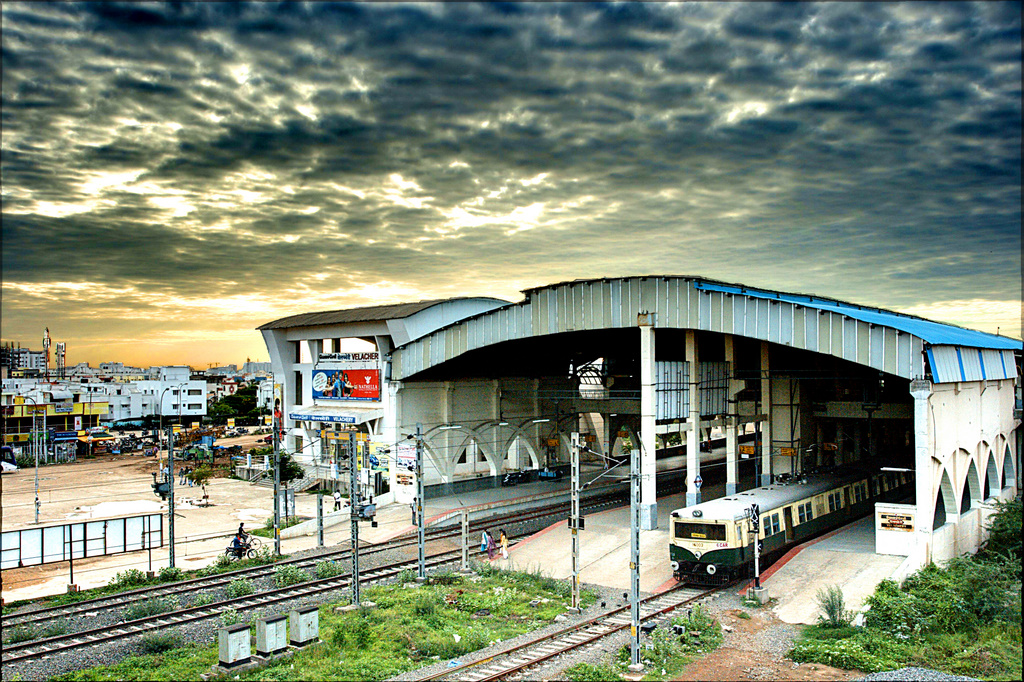
Stationen Velachery

Chennais högbana ligger i den sydindiska staden Chennai, som tidigare hette Madras.